# Dólmen de Meixoeiro

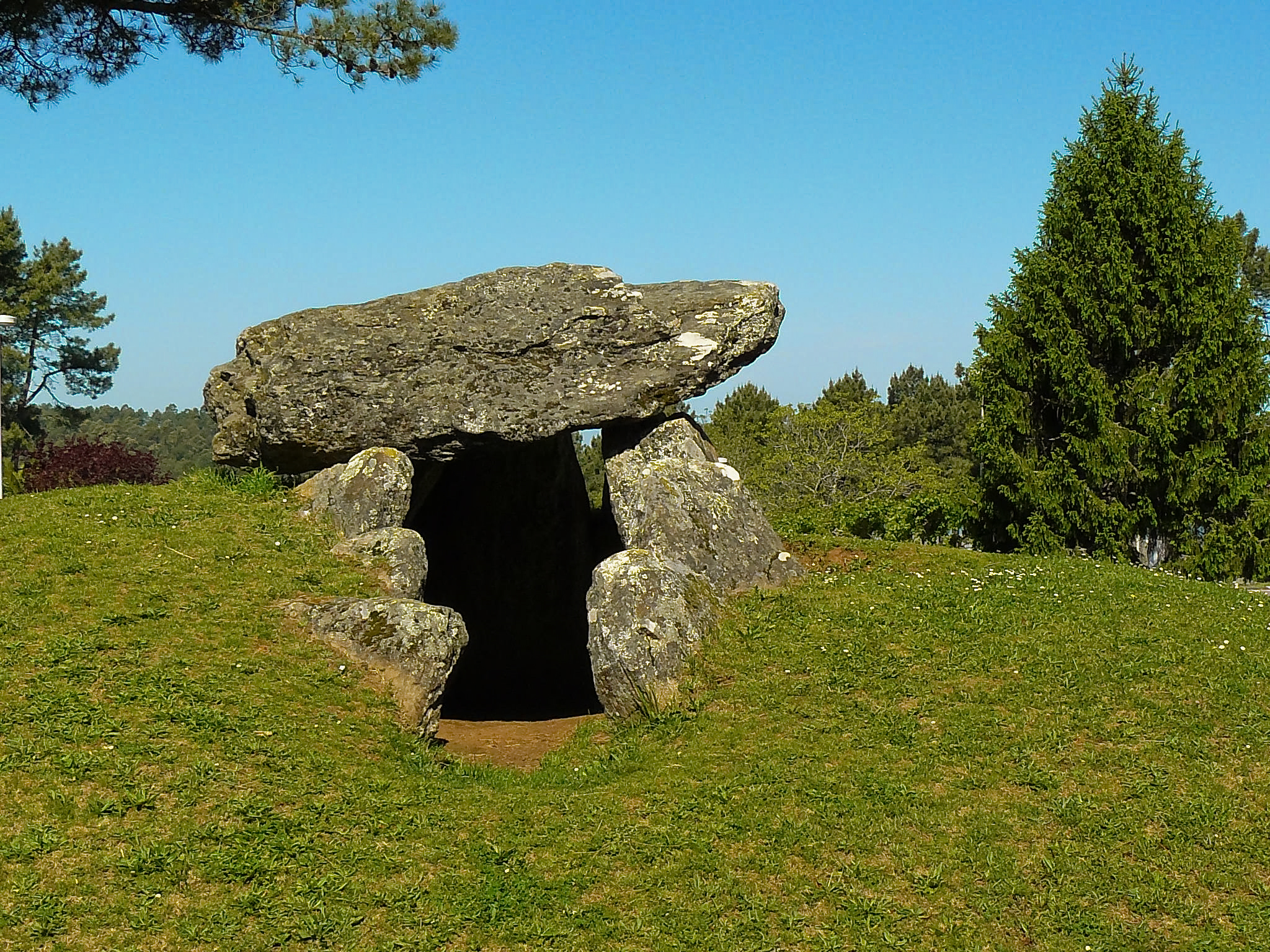
Dolmen de Meixoeiro

Der Dólmen de Meixoeiro (auch Dolmen de Cela; Dolmen de San Cosme; Dolmen das Minas; Dolmen de San Colmado oder Mámoa de Meixoeiro genannt) ist eine Megalithanlage in O Porriño südöstlich von Vigo in Concello Mos in der Provinz Pontevedra nahe der portugiesischen Grenze in Galicien in Spanien.
Er war ursprünglich Teil einer Nekropole von 12 Dolmen, die u. a. mit „As Pereiras“, „Cela“ und „San Cosme“ eine Fortsetzung der großen Nekropole von Alto de Rebullón (Anlagen I + II) und von As Xunqueiras (Xunqueiras II) darstellt.
Der Dolmen liegt auf dem Parkplatz des Sportkomplexes des Kreises. Er wurde beim Bau der Sportanlage versetzt. Der Dolmen enthält Spuren von Felsmalereien, die aber nicht mehr erkennbar sind.